# Kourouch
Kourouch est un village du Daghestan, situé dans le Caucase russe, proche de la frontière avec l'Azerbaïdjan.
Le village de Kourouch est localisé aux pieds du Bazardüzü. Situé à une altitude entre 2 400 m et 2 560 m, il est la localité la plus haute du Caucase et aussi le village le plus haut d'Europe,,. Elle est également la localité la plus méridionale de la fédération de Russie,. Le village compte 820 habitants en 2021.